# Чачин, Владимир Михайлович
Владимир Михайлович Чачин (19 июля 1923, Москва, СССР — 27 ноября 1977, Гагра, Абхазская АССР, Грузинская ССР, СССР) — русский советский писатель, киносценарист, журналист, очеркист. Член КПСС с 1944.

## Биография
Родился в семье рабочего.
Участник Великой Отечественной войны.
Окончил Высшую партийную школу при ЦК КПСС (1955).
Печатается с 1948 года. Около тридцати лет работал специальным корреспондентом газеты «Комсомольская правда», а затем газеты «Правда».
Скончался 27 ноября 1977 года в Гагре. Похоронен на Долгопрудненском кладбище.

## Литературное творчество
Автор сборников очерков: «О друзьях-товарищах» (1950), «Навстречу солнцу» (1956), «Это вам, романтики!» (1958), «Если сердце открыто людям» (1962) и др.; сборников рассказов «Хорошие люди рядом с тобой» (1960), «Щедрое сердце солдатское» (1962) — все посвящено становлению характера молодых рабочих, воспитанию чувства профессиональной гордости, ответственности перед обществом.
Единственное художественное произведение — роман-трилогия «Король с Арбата» (1972) — о поколении сверстников, ушедших на фронт в 1941.

## Трилогия «Король с Арбата»
Владимир Михайлович Чачин ушёл со школьной скамьи на фронт. Именно там и тогда, осенью 1941 года под Смоленском, начинается действие "Короля с Арбата " — его первой и единственной художественной книги. Но книга эта не о войне, война — скорее её сюжетный стержень. Основное же место в повести занимает история мальчика с Плющихи (хоть и не Арбат, но совсем рядом, только площадь перейти), «коронованного», по тогдашнему московскому обычаю, друзьями по двору и давшему при коронации клятву «никогда не притеснять слабых, вести беспощадную войну с „домпять“ и способствовать процветанию торговли с палатками „Утильсырья“».
История московского детства 1930-х, такого, каким его вспоминает в окопах семнадцатилетний доброволец, «король с Арбата» Алёша Грибков и — четверть века спустя — его создатель и прообраз Владимир Чачин.

## Кинотворчество
Автор документально-публицистических фильмов «Голоса целины» (1961), «Подросток» (1968), «Путешествие в год 1918» (1962), «Шаги по земле» (1972), «Рабочий человек» (1974) и др.
Для творчества характерна публицистическая разработка морально-этических проблем.